# Шифф, Джейкоб
Джейкоб Генри (Якоб Генрих) Шифф (англ. Jacob Henry Schiff, нем. Jakob Heinrich Schiff; 10 января 1847, Франкфурт-на-Майне — 25 сентября 1920, Нью-Йорк) — американский банкир еврейского происхождения, филантроп и общественный деятель.

## Биография
Родился во Франкфурте-на-Майне в раввинской семье, которая дала ему превосходное религиозное и светское образование. Его отец работал брокером в одном из банков, принадлежащих семье Ротшильдов. В 1865 году эмигрировал в США. Работал в банке Kuhn, Loeb & Co. В 1875 году женился на дочери одного из владельцев банка (Соломон Лёба) — Терезе — и вошёл в дело тестя, заняв пост управляющего банком в 1885 году. Банк стал одним из самых успешных в США и участвовал в финансировании многих крупных проектов в разных отраслях промышленности и строительстве железных дорог.
Шифф был одним из лидеров еврейской общины в США, финансировал многие проекты, такие как создание Еврейской теологической семинарии, Хибру юнион колледж, еврейского отдела в публичной библиотеке Нью-Йорка. Филантропическая деятельность Шиффа распространялась и на целый ряд нееврейских учреждений и проектов; он жертвовал крупные суммы американским университетам, Американскому Красному Кресту, бойскаутам Америки и т. д. Шифф был вице-президентом Торговой палаты США, входил в городской совет Нью-Йорка по образованию, занимал многие почётные посты.

## Участие в политике
В 1904 году Шифф удостоился аудиенции у английского короля Эдуарда VII.
За свою поддержку Японии во время Русско-японской войны в 1905 году был награждён японским орденом Священного сокровища, а в 1907 году — орденом Восходящего солнца.
На президентских выборах 1909 года поддерживал Уильяма Тафта.
В 1914 году стал одним из создателей Американского еврейского распределительного комитета («Джойнт»).
Выступал против сионизма, считая эту идею утопичной, однако, когда британское правительство в 1917 году опубликовало Декларацию Бальфура, Шифф поддержал её.

## Шифф и Россия
Большинство авторов, обращавшихся к теме еврейского движения и американо-российских отношений конца XIX — начала XX вв., отмечают ненависть Джейкоба Шиффа к царской России, что в первую очередь было связано с политикой царского правительства по отношению к евреям. Для давления на российские власти с целью вынудить их прекратить ущемление прав еврейского населения Шифф активно использовал свой авторитет и влияние в американском банковско-финансовом секторе, перекрывая доступ России к получению внешних займов в США, участвовал в финансировании японского правительства в ходе Русско-японской войны, а также выступал с внешнеполитическими инициативами, способными привести к ухудшению американо-российских отношений.
Наоми Коэн (англ. Naomi Wiener Cohen), биограф Джейкоба, называла отношение Шиффа к царской России своего рода «личной войной, продолжавшейся с 1890-х до 1917 года,… которая с годами усиливалась и превращалась во всепоглощающую страсть, причины которой лежали куда глубже… Банкир настойчиво сравнивал положение евреев в России с библейской историей Египетского исхода, а себя самого, без сомнения, видел новым Моисеем… и именно крестовому походу против России обязан Шифф своему возвышению на невиданную прежде для еврейского лидера высоту». При этом отмечается, что после Февральской революции отношение Шиффа к России изменилось — он приветствовал Временное правительство, отменившее вероисповедальные ограничения, и обеспечил финансовую поддержку его военного займа.
В ряде источников указывается на возможную причастность Шиффа к финансированию русской революции в начале XX в. Особенно широко, по выражению современного исследователя А.Б. Миндлина, эта тема обсуждалась «правомонархическими эмигрантскими кругами».  Он же отмечает, однако, что источники, которые могли бы убедительно доказать либо опровергнуть эти обвинения, так и не были представлены Более того, французский историк Леон Поляков указывал на существование фальсифицированных материалов, имевших целью доказать участие Шиффа в финансировании российских революционных организаций. Британский историк Норман Кон рассказывал, что в сентябре 1919 года одна из монархических газет в Ростове-на-Дону напечатала подложный документ, согласно которому большевики якобы получили многомиллионную субсидию от Шиффа, что помогло им довести революцию до победного конца.
Положение российских евреев привлекло к себе внимание Шиффа ещё в ходе погромов 1881 года. К началу XX века к арсеналу средств, которые были выработаны американской еврейской общиной в борьбе за права евреев в других странах ещё в середине XIX века, таких как формирование соответствующего общественного мнения и давление на американское правительство, Шифф добавил нечто абсолютно новое — попытки дипломатической изоляции России, в особенности посредством международного финансового давления.
В начале 1890-х годов Шифф некоторое время помогал финансировать издание ежемесячного журнала «Свободная Россия» («англ. Free Russia») — органа Общества американских друзей российской свободы, которое, среди прочего, тайно раздавало «умеренные пособия» членам партии эсеров. В это время Шифф тесно сошёлся с Джорджем Кеннаном. Несомненно, что эта связь поставила на повестку дня более общую задачу, чем просто улучшение положения российских евреев — свержение династии Романовых. По мнению Наоми Коэн, Шифф оставался озабоченным прежде всего облегчением положения еврейского населения, но почему бы не объединить выполнение этой задачи с более широкой стратегической целью демократизации России?
В 1890 году, во время визита российского военного корабля в порт Нью-Йорка, Шифф организовал кампанию бойкота со стороны еврейской общины города.
Сайрус Адлер вспоминал, как в начале февраля 1904 года Шифф пригласил в свой дом еврейских общественных деятелей и заявил им: «В ближайшие 72 часа начнётся война между Японией и Россией. Ко мне обратились с просьбой предоставить займы Японскому правительству. Я хочу услышать Ваше мнение, как смогут такие действия повлиять на положение наших единоверцев в России». На встрече, судя по всему, было принято положительное решение, а Шифф не испытывал раскаяния за тот урон, который нанёс российскому режиму. С началом войны управляемый Шиффом американский синдикат в составе его банкирского дома «Кун, Леб и К°», Национального и Коммерческого банков, не только выпустил два англо-американских займа для японского правительства на сумму около 110 миллионов долларов (половина этой суммы была размещена синдикатом Шиффа), чем сыграл значительную роль в финансировании Японии и обеспечении её победы в войне, но и активно и успешно препятствовал размещению займов России на американском рынке, удерживая тем самым другие американские банки от кредитования российского правительства.
На встрече американских банкиров, проходившей в то же время, Шифф произнёс эффектную речь, призывая своих коллег к бойкоту российских займов, в которой, помимо прочего, сообщил, что составил завещание, запрещающее его банкирскому дому кредитовать «антисемитскую Россию» даже после его смерти. Шифф также финансировал проект Джорджа Кеннана по распространению революционной литературы в лагерях русских военнопленных в Японии. Проект был хорошо законспирирован, и о нём ничего не было известно до марта 1917 года, когда сам Кеннан публично поведал о нём журналистам. По словам Кеннана, в лагеря завозились «тонны революционной литературы», и из них в Россию вернулось 50 тысяч «пламенных революционеров».
Российское правительство, неся урон от действий Шиффа, попыталось перетянуть его на свою сторону или, по меньшей мере, нейтрализовать его. Министр внутренних дел В. К. Плеве пригласил Шиффа в Россию. Шифф выдвинул два условия: 1) он должен получить официальное приглашение от министра; 2) русские визовые законы должны быть изменены, еврей Шифф должен въехать в Россию на общих основаниях, а не по специальному разрешению. Шифф рассматривал изменение визового закона как первый шаг на пути к равноправию российских евреев. Пока шёл обмен письмами, на Плеве было совершено удачное покушение. Шифф назвал убийство Плеве «Божьей карой».
Примерно в то же время (ориентировочно, 1904 год) с Шиффом встречался финансовый агент российского правительства еврей Г. А. Виленкин, который, используя свои национальные и даже отдалённые родственные связи, пытался договориться с Шиффом о прекращении его помощи русскому революционному движению. Шифф, признавая поступление через него средств на революционную деятельность, отказался пойти на такое соглашение с русским правительством, заявив, что предложение Виленкина запоздало и, кроме того, «с Романовыми мир заключён не может быть».
Во время русско-японских мирных переговоров, проходивших в США летом 1905 года, Шифф во главе депутации еврейских банкиров по меньшей мере один раз встречался с главой русской делегации — председателем совета министров С. Ю. Витте. Витте так вспоминал об этой встрече в своих мемуарах: 

Что касается депутации еврейских тузов, являвшихся ко мне два раза в Америке говорить об еврейском вопросе… В депутации этой участвовали Шифф (кажется, так), глава финансового еврейского мира в Америке, доктор Штраус (кажется, бывший американский посол в Италии), — оба эти лица находились в очень хороших отношениях с президентом Рузевельтом, — и ещё несколько других известных лиц. 

Они мне говорили о крайне тягостном положении евреев в России, о невозможности продолжения такого положения и о необходимости равноправия. 

Я принимал их крайне любезно, не мог отрицать того, что русские евреи находятся в очень тягостном положении, хотя указывал, что некоторые данные, которые они мне передавали, преувеличены, но по убеждению доказывал им, что предоставление сразу равноправия евреям может принести им более вреда, нежели пользы. Это мое указание вызвало резкие возражения Шиффа…— Витте С. Ю. 1894 — октябрь 1905: Царствование Николая II, глава 45 (27) // Воспоминания. — М.: Соцэкгиз, 1960. — Т. 2. — С. 440. — 75 000 экз.
Историк А. Н. Боханов пишет, что во время портсмутских переговоров Шифф явился к главе русской делегации С. Ю. Витте и недвусмысленно угрожал тому — в случае неснятия административно-юридических ограничений для евреев — революцией в России. Американские журналисты, освещавшие встречу еврейской делегации с Витте, указывали на главенствующее место Шиффа в делегации и на то, что он занимал самую непреклонную позицию. Они передавали содержание разговора, состоявшегося между Шиффом и Витте. На просьбу Витте о том, чтобы американские евреи убедили их русских соплеменников не идти в ряды революционеров, Шифф ответил, что это не в силах первых и что российские евреи идут в ряды революционеров потому, что надеются установить в России республиканскую форму правления, которая и даст им равные права, раз царское правительство такие права им дать отказывается. Схожее содержание этой беседы известно в изложении публициста В. В. Шульгина, историка И. Я. Фроянова.
По мнению Джона Хэммонда, позиция, занятая Шиффом во время Русско-японской войны, напрямую повлияла на положение евреев в России: «Яков Шифф сделал больше, чем кто-либо другой, для усугубления проблем его единоверцев в России, через его похвальбу, что деньги еврейских банкиров сделали возможной войну Японии против России».
Во время волны еврейских погромов в России Шифф поддерживал организацию отрядов еврейской самообороны. Британский историк Норман Кон и биограф Шиффа Наоми Коэн указывали, что во время погромов 1905—1906 гг. Шифф пытался убедить американское правительство выступить на защиту евреев в России.
В 1910 году в публичном выступлении Шифф заявил, что «был шокирован, узнав несколько недель назад, что Япония действует рука об руку с Россией — врагом всего человечества. Россия и Япония имеют лишь одну цель в этом союзе — держать Китай в роли вассала».
В 1913 году истекал срок русско-американского «Трактата о торговле и мореплавании» от 1832 года. В США началась пропагандистская кампания за расторжение договора, так как Россия, в нарушение условий договора, налагала на американских евреев, посещающих Россию, точно такие же ограничения, как и на собственных подданных-евреев, объясняя это пропагандой этими евреями революционных идей:22. На самом деле, как заявил в 1911 году Государственный секретарь США Ф. Нокс, за пять лет лишь четырём гражданам США было отказано в визе на основаниях, в которых можно было подозревать дискриминацию. В этой кампании Шифф принял самое активное участие. Российское правительство не шло навстречу американской стороне, в результате переговоры закончились безрезультатно, президент Тафт 17 декабря 1911 года денонсировал договор. Российская пресса обвиняла в этом лично Шиффа и его компанию (а также Гуггенхаймов):21. В результате давления Шиффа и его окружения на Российское правительство положение российских евреев только ухудшилось — в 1912—1913 гг. были приняты ещё более суровые антиеврейские законы.
После начала Первой мировой войны Российское правительство вновь обратилось к американскому финансовому рынку в поисках источников кредитования. С Шиффом вновь встречался эмиссар правительства Г. А. Виленкин, но позиция Шиффа осталась неизменной — он и его синдикат требовали изменения антиеврейской политики российских властей до предоставления займа.
После Февральской революции отношение Шиффа к России изменилось. Он приветствовал декрет от 6 апреля 1917 года, который уравнял евреев в России в правах. Революцию он назвал «почти чудом, почти более крупное событие, чем освобождение наших предков от египетского плена». Он посылал поздравительные телеграммы членам Временного правительства, принимал делегацию из России, которая в том году прибыла в Соединённые Штаты. Шифф предоставил Временному правительству финансовую поддержку в форме существенной подписки на выпущенный Временным правительством очередной военный заём («Заём Свободы», или, как его ещё называли, «Заём Керенского»).
С 19 августа 1918 года адвокат Льюис Маршалл обратил внимание Шиффа на слухи, которые приписывали большевистскую революцию евреям и лично Шиффу. В связи с подобными обвинениями Шифф направил в Государственный департамент США письмо, в котором отмежевался от «красных». После Октябрьской революции были зафиксированы факты переговоров банкира с представителями белых. Впоследствии Шифф пошел на финансовое сотрудничество с «эмиссаром Колчака» Аркадием Саком.
Историк Леонард Лещук, писатель Энтони Саттон и писатель Абаринцев, считают, что Шифф снабжал деньгами Л. Д. Троцкого[нужна атрибуция мнения].
По данным Леонарда Лещука, в течение тридцати лет после революции многие американские разведчики и дипломаты, работавшие в России, имели связь с синдикатом Шиффа[нужна атрибуция мнения].

### «Доклад Бразоля»
В 1921 году русский юрист-эмигрант Борис Бразоль в своей книге The world at the crossroads привел отрывок из донесения русского агента в Нью-Йорке от 15 февраля 1916 года. В донесении описывалось собрание русских революционеров, на котором при обсуждении вопроса о деньгах на революционную деятельность упоминалось имя Шиффа.
Французский историк Леон Поляков отмечает, что в архиве Государственного департамента США сохранился доклад Бразоля, озаглавленный «Большевизм и иудаизм», датированный 30 ноября 1918 года, а также всевозможные сфабрикованные неизвестно кем документы, цель которых состояла в придании достоверности этому докладу. Поляков пишет, что доклад обвинял Шиффа в руководстве группой еврейских революционеров, которые, якобы, 14 февраля 1916 года в Нью-Йорке приняли решение свергнуть царское правительство. Также Поляков утверждал, что в докладе цитировалась «фальшивка второй степени» — специально переработанный отрывок из Протоколов сионских мудрецов, в котором утверждалось, что евреи в состоянии остановить любое восстание гоев «с помощью американских, китайских и японских пушек».

## Семья
У Шиффа было двое детей, Мортимер Шифф, крупный деятель скаутского движения в Америке, и Фрида Шифф, вышедшая замуж за Феликса Варбурга.
Внучка Шиффа — Дороти Шифф (1903—89 гг.) — была владельцем (с 1939 г.) и главным редактором (1950—76 гг.) газеты «Нью-Йорк пост», которая под её руководством была крупнейшей газетой либерального направления.
Внук Джон Шифф.